# دره‌نوردی

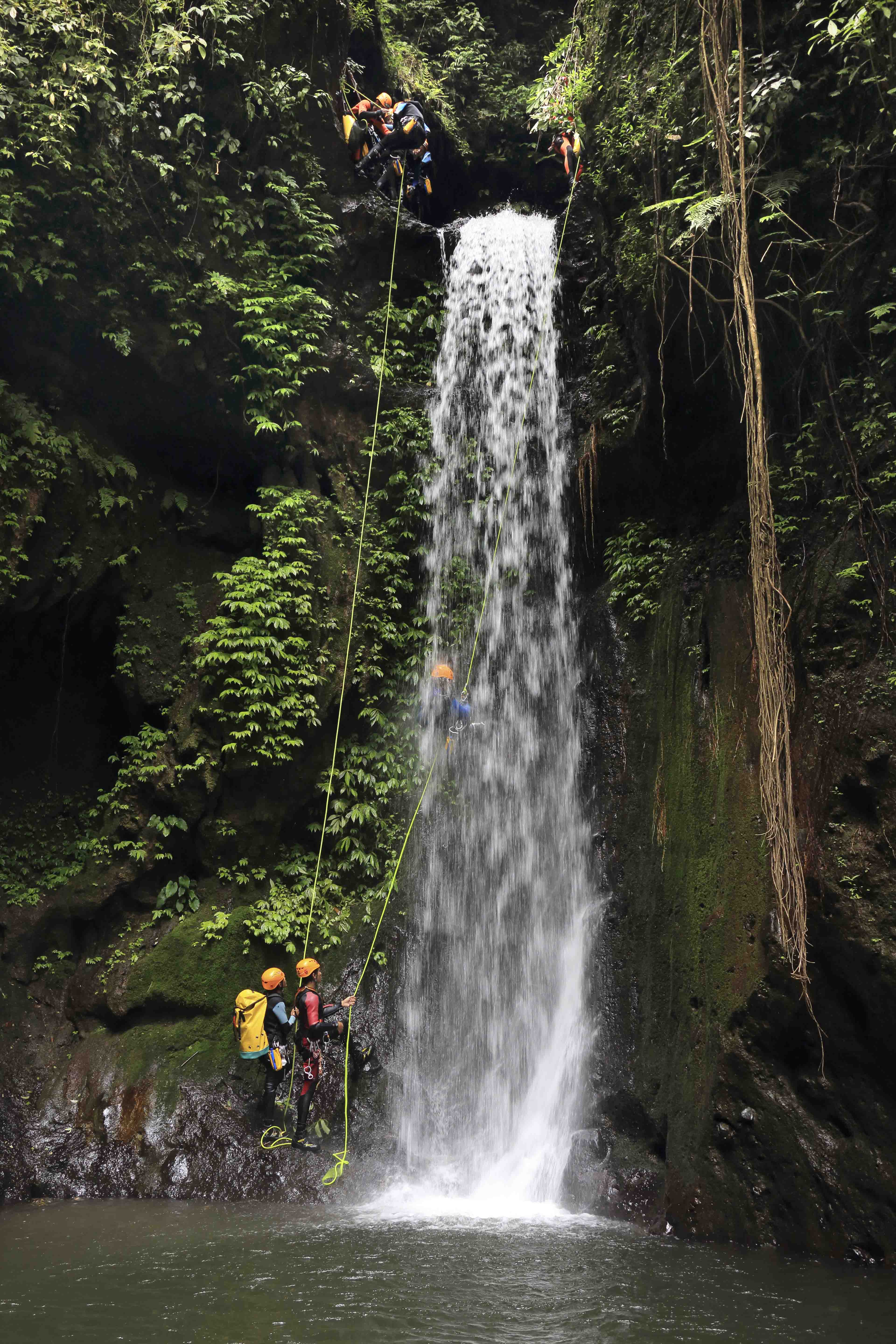
دره‌نوردی در بالی اندونزی

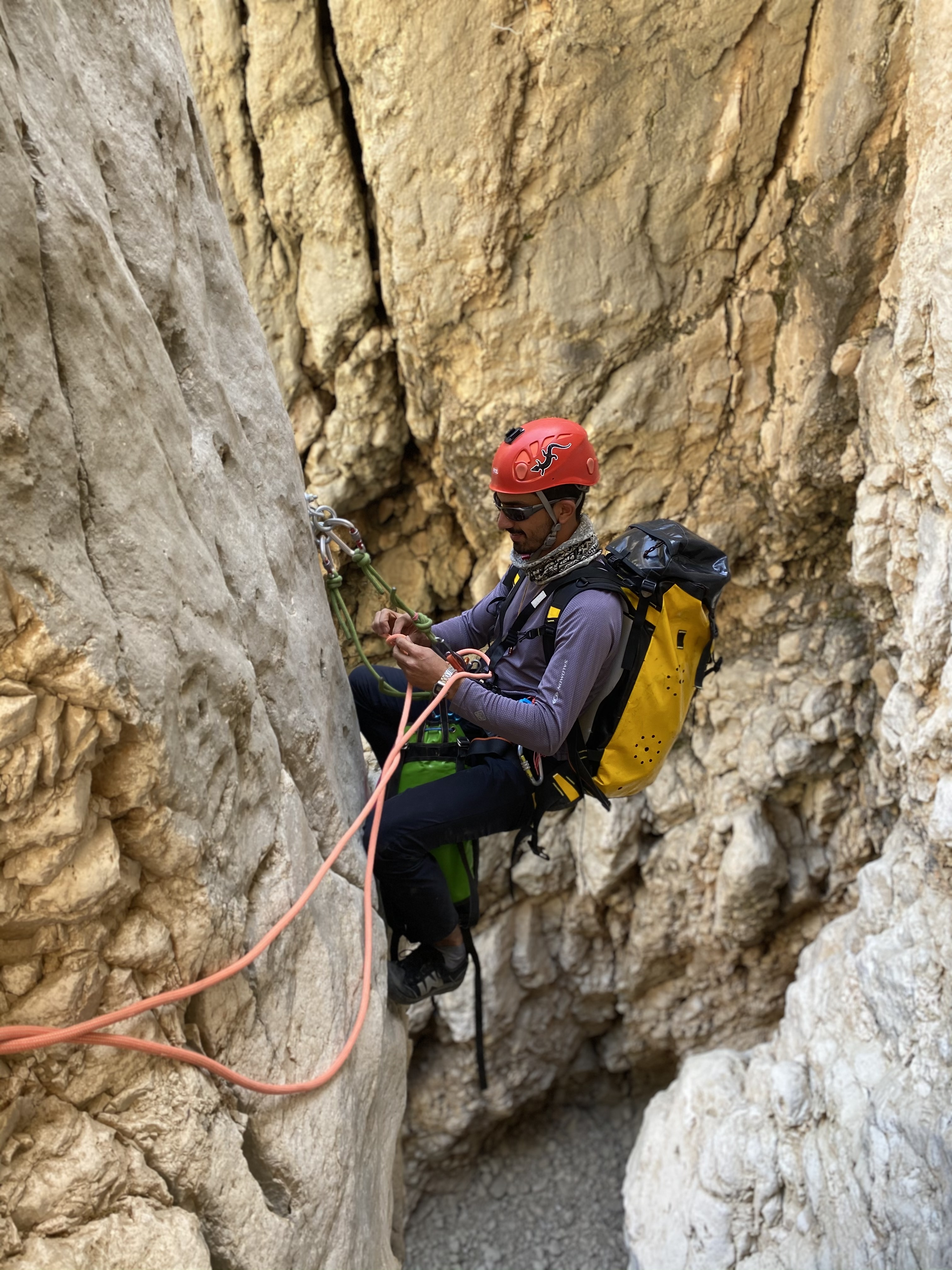
دره‌نوردی در ایران

دره‌نوردی (انگلیسی: Canyoning) به پیمایش ژرف‌دره‌ها گفته می‌شود که ممکن است روش‌ها و ورزش‌های دیگری مانند پیاده‌روی، صعود ورزشی، پرش از ارتفاع، شنا نیز در آن به کار رود. اگرچه گاهی به صعودهای غیرفنی مانند پیاده‌گردی در طول دره، نیز دره‌نوردی گفته می‌شود اما این اصطلاح به‌طور خاص به فرودهای فنی گفته می‌شود که در آن از تجهیزات و ابزارهایی مانند طناب و … استفاده می‌شود.
دره‌های مناسب برای این ورزش اغلب دارای بستر سنگی بوده که در آن تنگ‌های ژرف و باریک و گاهی آبشار تشکیل شده‌است. بیشتر ژرف‌دره‌ها در سنگ‌آهک، ماسه‌سنگ، سنگ خارا یا بازالت بریده شده‌اند.